# Leonid Kadenjuk
Leonid Kostjantynowytsch Kadenjuk (ukrainisch Леонід Костянтинович Каденюк, wiss. Transliteration Leonid Kostjantynovyč Kadenjuk; * 28. Januar 1951 in Klischkiwzi, Oblast Tscherniwzi, Ukrainische SSR; † 31. Januar 2018 in Kiew) war ein ukrainischer Raumfahrer. Er war der erste und bisher einzige Raumfahrer der unabhängigen Ukraine. Andere Raumfahrer aus der Ukraine sind vor dem Zerfall der Sowjetunion ins All geflogen und werden daher als sowjetische Kosmonauten geführt.
Kadenjuk besuchte die Höhere Militärfliegerschule in Tschernihiw, die er 1971 abschloss. Anschließend wurde er zum Testpiloten ausgebildet. 1976 wurde er als sowjetischer Kosmonaut ausgewählt. Die Lizenz des staatlichen Forschungsinstituts der Luftstreitkräfte erwarb er 1977.
Leonid Kadenjuk flog im Jahr 1997 mit der US-amerikanischen Raumfähre Columbia im Rahmen der STS-87-Mission in den Weltraum. Zwischen Kadenjuks Auswahl als Raumfahrer und seinem Raumflug lagen 21 Jahre, was einen Rekord darstellt. Auch die politische Situation hatte sich in der Zwischenzeit grundlegend geändert: Als Kosmonaut ausgewählt wurde Leonid Kadenjuk von der Sowjetunion, seinen Raumflug absolvierte er als ukrainischer Staatsbürger in einer US-amerikanischen Raumfähre.